# Henning Sußebach
Henning Sußebach (* 1972 in Bochum) ist ein deutscher Journalist und Autor.

## Leben
Henning Sußebach wurde 1972 in Bochum geboren und ging dort zur Schule. Er studierte am Institut für Journalistik der Universität Dortmund. Er volontierte von  1995 bis 1997 bei der Berliner Zeitung, wo er anschließend als Sportredakteur und dann als Reporter arbeitete. 2001 wechselte er zur Zeit, wo er als Redakteur und Reporter arbeitet.
Nebenbei veröffentlicht er Sachbücher, zuletzt Deutschland ab vom Wege, eine literarische Reportage über eine Wanderung durch Deutschland. Das Buch stand 18 Wochen auf der Spiegel-Bestsellerliste.
In loser Folge unterrichtet Sußebach Nachwuchsjournalisten an der Hamburger Henri Nannen-Schule, der Schweizer Journalistenschule MAZ in Luzern sowie am Institut für Journalistik (IfJ) an der TU Dortmund im Fach Reportage. Der Begriff Bionade-Biedermeier wurde 2007 von ihm geprägt.
Sußebach lebt mit seiner Familie bei Hamburg.

## Preise und Auszeichnungen
Sußebach erhielt bisher u. a. folgende Auszeichnungen:
- 2001 Axel-Springer-Preis für junge Journalisten für die Arbeit Die großen Trainer haben doch alle gesoffen, erschienen in der Berliner Zeitung[4]
- 2002 Axel-Springer-Preis für junge Journalisten für die Arbeit Ich kann nicht mehr gut sein, erschienen in der Zeit[5]
- 2004 Ludwig-Erhard-Förderpreis für Wirtschaftspublizistik, vergeben von der Ludwig-Erhard-Stiftung[6]
- 2006 Henri-Nannen-Preis gemeinsam mit Stefan Willeke in der Kategorie Besonders verständliche Berichterstattung für den Zeit-Beitrag Operation Lohndrücken über die Globalisierung anhand der Produktion eines Elektrorasierers[7]
- 2007 CNN Journalist Award in der Kategorie Print für Schulz zieht in den Krieg, erschienen in der Zeit[8]
- 2007 Egon-Erwin-Kisch-Preis für die Arbeit Hoffmanns Blick auf die Welt, erschienen in der Zeit[9]
- 2009 Theodor-Wolff-Preis für die Arbeit Eine Liebe verschwindet, erschienen in der Zeit[10]
- 2009 Katholischer Medienpreis für Die Opokus von nebenan erschienen am 7. Mai 2009 in Die Zeit.
- 2010 Deutscher Sozialpreis (Medienpreis der Wohlfahrtsverbände) für die Arbeit Die Opokus von nebenan, erschienen in der Zeit[11]
- 2014 Deutscher Reporterpreis in der Kategorie Beste Reportage für die Arbeit Herr Hibbe macht zu, erschienen in der Zeit[12]
- 2016 European Press Prize gemeinsam mit Amrai Coen für die Arbeit Im gelobten Land, erschienen in der Zeit[13]
- 2016 Deutscher Reporterpreis in der Kategorie Beste Reportage gemeinsam mit Malte Henk für die Arbeit Der Exodus von Tel Goran, erschienen in der Zeit[14]
- 2019 Willi-Bleicher-Preis in der Kategorie Print/Online gemeinsam mit Stefan Willeke für die Arbeit Die Fee von Fulda, erschienen in der Zeit[15]
- 2020 Ernst-Schneider-Preis in der Kategorie Wirtschaft in überregionalen Printmedien gemeinsam mit Stefan Willeke für die Arbeit Die Fee von Fulda, erschienen in der Zeit[16]
- 2024 Auszeichnung beim Hansel-Mieth-Preis gemeinsam mit Natalia Kepesz, Daro Sulakauri und Jonathan Terlinden für die Arbeit Wo die Welt sich teilt, erschienen im Zeit-Magazin[17]

## Werke
- als Hrsg.: Meine Straße – Erinnerungen aus unserer Kindheit. Fischer Taschenbuch Verlag, Frankfurt am Main 2009, ISBN 978-3-596-18032-5.
- Alles reine Zeitverschwendung. MaroVerlag, Augsburg 2012, ISBN 978-3-87512-912-0.
- Liebe Sophie! Herder, Freiburg i. Br. 2013, ISBN 978-3-451-30755-3.
- Die große Welt gleich nebenan. Ch. Links Verlag, Berlin 2016, ISBN 978-3-86153-875-2.
- mit Amir Baitar: Unter einem Dach. Rowohlt, Reinbek 2016, ISBN 978-3-498-06445-7.
- Deutschland ab vom Wege. Rowohlt, Reinbek 2017, ISBN 978-3-498-06307-8.
- Anna oder: Was von einem Leben bleibt. C. H. Beck, München 2025, ISBN 978-3-406-83626-8.